# King Williams Town Golf Club
De King Williams Town Golf Club is een golfclub in Koning Willemstad, Zuid-Afrika. Het is een 18 holesbaan met een par van 72 en de lengte van de baan is voor de heren 6389 m.
De fairways zijn beplant met kikuyu-gras, een tropische grassoort, en de greens met gewoon struisgras.

## Golftoernooien
- Amatola Sun Classic: 1991-1992 & 1994-1995